# Liste der Biografien/Schou
Liste der Biografien |
Portal Biografien |
Personensuche
# |
A |
B |
C |
D |
E |
F |
G |
H |
I |
J |
K |
L |
M |
N |
O |
P |
Q |
R |
S |
T |
U |
V |
W |
X |
Y |
Z |
?
 
Sa |
Sb |
Sc |
Sd |
Se |
Sf |
Sg |
Sh |
Si |
Sj |
Sk |
Sl |
Sm |
Sn |
So |
Sp |
Sq |
Sr |
Ss |
St |
Su |
Sv |
Sw |
Sy |
Sz
 
Sca–Sce |
Sch |
Sci–Scz
 
Scha |
Schc |
Schd |
Sche |
Schg |
Schi |
Schj |
Schk |
Schl |
Schm |
Schn |
Scho |
Schp |
Schr |
Schs |
Scht |
Schu |
Schv |
Schw |
Schy
 
Schoa |
Schob |
Schoc |
Schod |
Schoe |
Schof |
Schog |
Schoh |
Schoi |
Schok |
Schol |
Schom |
Schon |
Schoo |
Schop |
Schor |
Schos |
Schot |
Schou |
Schov |
Schow |
Schoy
Die Liste der Biografien führt alle Personen auf, die in der deutschsprachigen Wikipedia einen Artikel haben. Dieses ist eine Teilliste mit 54 Einträgen von Personen, deren Namen mit den Buchstaben „Schou“ beginnt.

## Schou
- Schou, Andreas (* 1986), dänischer Springreiter
- Schou, Ellen (1886–1972), deutsch-dänische Journalistin und Übersetzerin
- Schou, Halvor (1823–1879), norwegischer Industrieller
- Schou, Ingjerd (* 1955), norwegische Politikerin
- Schou, Mathias (1747–1824), luxemburgischer Musiker und Spielmann
- Schou, Mogens (1918–2005), dänischer Psychiater
- Schou, Peter Alfred (1844–1914), dänischer Maler
- Schou-Nielsen, Frederik (* 1996), dänischer Sprinter

### Schoub
- Schoubben, Frans (1933–1997), belgischer Radrennfahrer
- Schouboe, Oluf de (1777–1844), norwegischer Politiker
- Schoubroeck, Pieter († 1607), flämischer Maler

### Schouf
- Schoufs, Dirk (1962–1991), belgischer Bassist, Sessionmusiker und Musikproduzent

### Schoug
- Schough, Olivia (* 1991), schwedische FußballspielerinOlivia Schough (* 1991)

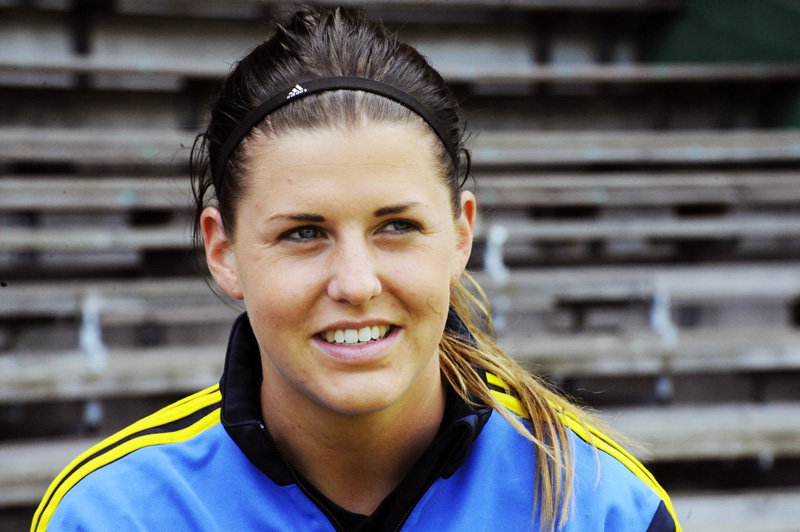
Olivia Schough (* 1991)

### Schouh
- Schouhamer Immink, Kees A. (* 1946), niederländischer Elektrotechniker und Erfinder

### Schoul
- Schouler-Ocak, Meryam (* 1962), deutsche Psychiaterin und Hochschullehrerin
- Schoultz von Ascheraden, August Ludwig (1793–1859), schwedisch-baltischer Freiherr und Diplomat
- Schoultz von Ascheraden, Carl Friedrich (1720–1782), schwedisch-baltischer Freiherr und Landespolitiker
- Schoultz von Ascheraden, Carl Gustav (1743–1798), schwedisch-baltischer Freiherr, Diplomat und Autor
- Schoultz von Ascheraden, Friedrich Reinhold (1766–1833), baltischer Landespolitiker und Aufklärer
- Schoultz von Ascheraden, Fritz (1882–1960), deutscher Verwaltungsbeamter
- Schoultz von Ascheraden, Martin (1617–1682), schwedischer General der Infanterie und Gouverneur von Nerwa
- Schoultz von Ascheraden, Martin Simon (1660–1730), schwedischer Generalleutnant und Vizegouverneur von Wismar
- Schoultz, Gustav von (1871–1946), finnischer Experte für Marinefragen und Seerecht
- Schoulz, Rudolf (1820–1893), preußischer Verwaltungsjurist und Landrat

### Schoum
- Schouman, Conny (* 1939), niederländische Sängerin

### Schoup
- Schouppé, Alexander von (1915–2004), österreichisch-deutscher Mineraloge
- Schouppe, Etienne (* 1942), belgischer geschäftsführender Verwalter der Eisenbahngesellschaft und Politiker
- Schouppe, Hippolyte (1894–1948), belgischer Ruderer

### Schout
- Schoute, Pieter (1846–1913), niederländischer Mathematiker
- Schouteden, Henri (1881–1972), belgischer Entomologe, Ornithologe und Zoologe
- Schouten, Bart (* 1967), niederländischer Eisschnelllauftrainer
- Schouten, Carola (* 1977), niederländische PolitikerinCarola Schouten (* 1977)

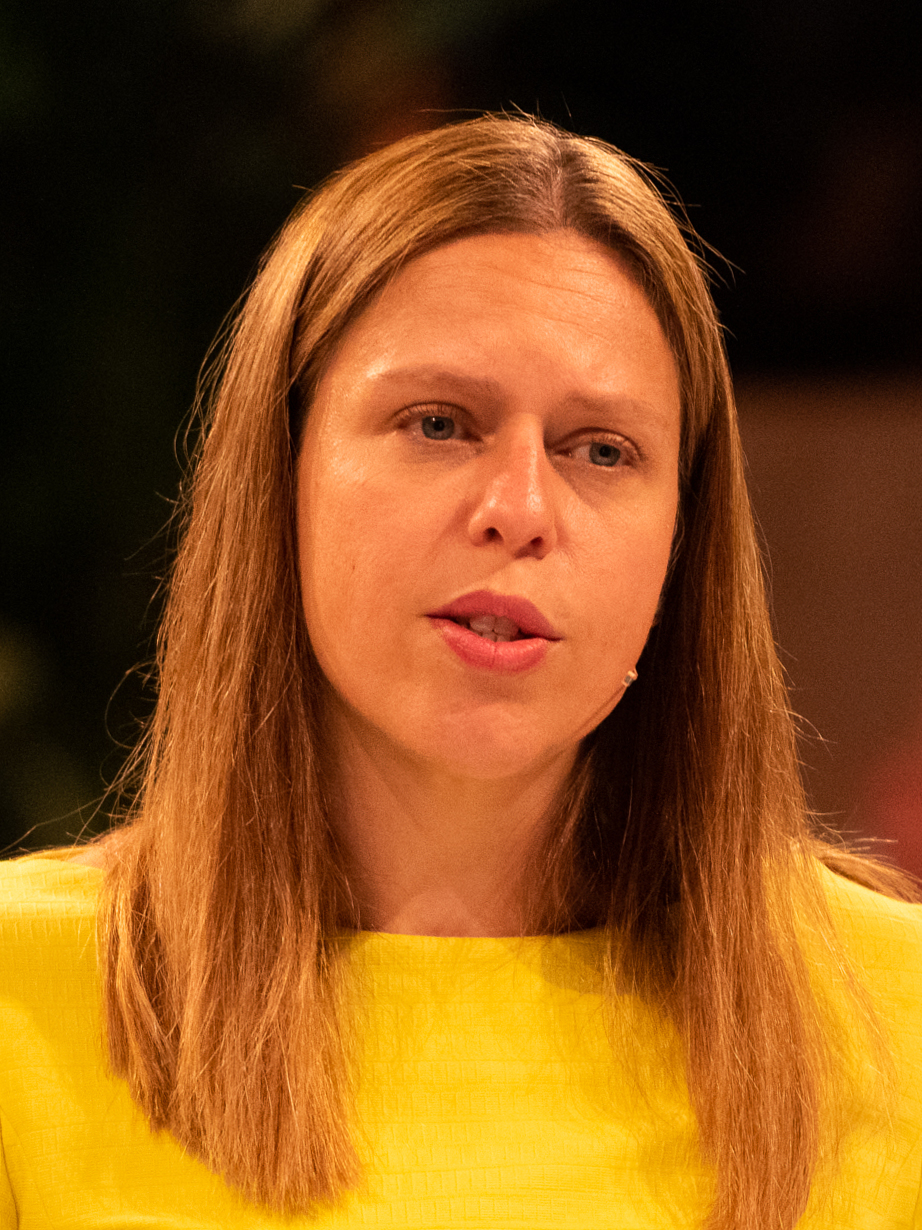
Carola Schouten (* 1977)

- Schouten, Casey Adam (* 1994), kanadischer Volleyballspieler
- Schouten, Esther (* 1977), niederländische Boxerin
- Schouten, Fie (* 1972), niederländische Klarinettistin und Hochschullehrerin
- Schouten, Henk (1932–2018), niederländischer Fußballspieler
- Schouten, Henny (* 1938), niederländischer Radrennfahrer
- Schouten, Irene (* 1992), niederländische Eisschnellläuferin und Speedskaterin
- Schouten, Jan (1883–1971), niederländischer Mathematiker und Hochschullehrer
- Schouten, Jerdy (* 1997), niederländischer Fußballspieler
- Schouten, Joost († 1644), niederländischer Kaufmann der Ostindien-Kompanie
- Schouten, Lewis (* 2004), niederländischer Fußballspieler
- Schouten, Lizzy (1887–1967), niederländische Malerin, Grafikerin, Zeichnerin und Radiererin
- Schouten, Marcel (* 1992), niederländischer Schwimmer
- Schouten, Peter, australischer Künstler
- Schouten, Simon (* 1990), niederländischer Eisschnellläufer
- Schouten, Tes (* 2000), niederländische Schwimmerin
- Schouten, Tristan (* 1982), US-amerikanischer Cyclocross-Radrennfahrer
- Schouten, Willem Cornelisz († 1625), holländischer SeefahrerWillem Cornelisz Schouten († 1625)

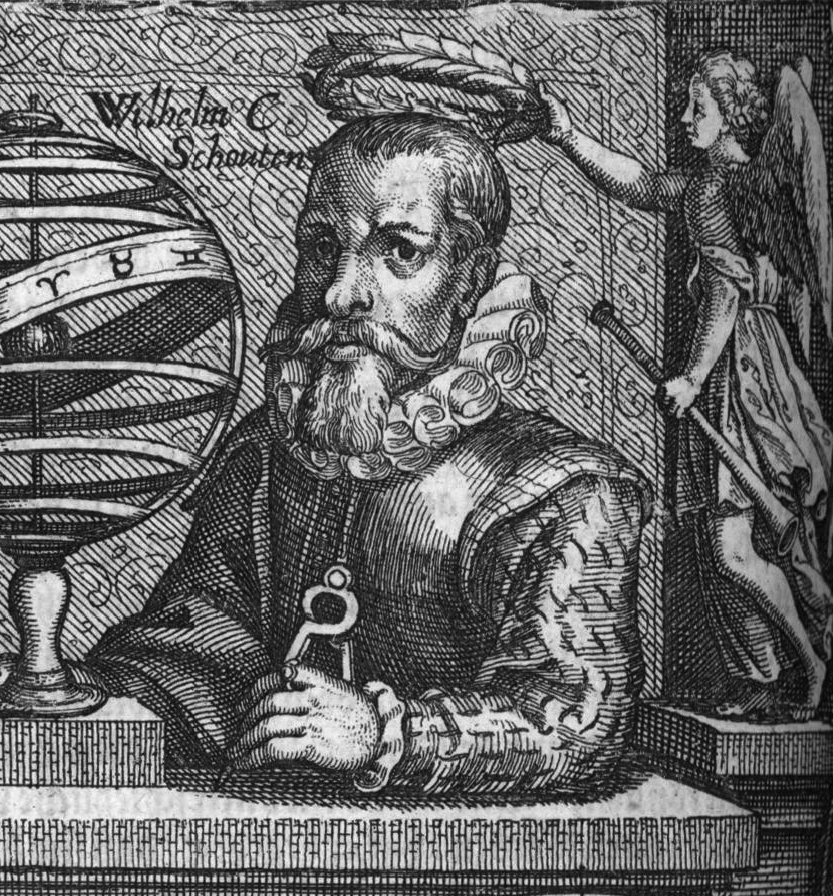
Willem Cornelisz Schouten († 1625)

- Schouten, Wouter (1638–1704), niederländischer Chirurg und Schriftsteller
- Schoutens, Carlijn (* 1994), US-amerikanische Eisschnellläuferin

### Schouw
- Schouw, Joakim Frederik (1789–1852), dänischer Botaniker
- Schouwärt, Franz Philipp Adolph (1757–1796), deutscher Theaterschauspieler
- Schouwenaar-Franssen, Jo (1909–1995), niederländische Politikerin, MdEP